# Desecration Smile
Desecration Smile jest piosenką zespołu Red Hot Chili Peppers z płyty Stadium Arcadium. Jest czwartym singlem promującym album. Albumowa wersja okazała się za długa, do radiowych rozgłośni, więc została skrócona i w sumie trwa 4:15.
Utwór został usłyszany pierwszy raz przez fanów w Bridge School Benefit w 2004 roku, a następnie można było usłyszeć go w Internecie. Piosenka jest bardzo melodyjną balladą, nagraną z użyciem akustycznej gitary. 
Teledysk został wydany w lutym 2007 roku. Za jego produkcję odpowiedzialny był Gus Van Sant, który współpracował z Red Hot Chili Peppers przy "Under the Bridge".

## Wydawnictwo

### Dysk 1
1. "Desecration Smile"
2. "Joe" (Poprzednio niewydany.) - 3:54

### Dysk 2
1. "Desecration Smile"
2. "Funky Monks" (Live) - 6:29
3. "Save This Lady" (Poprzednio niewydany.) - 4:17

### Dysk Video
1. "Desecration Smile"
2. "Funky Monks" (Live) - 6:29